# Termy Agryppy

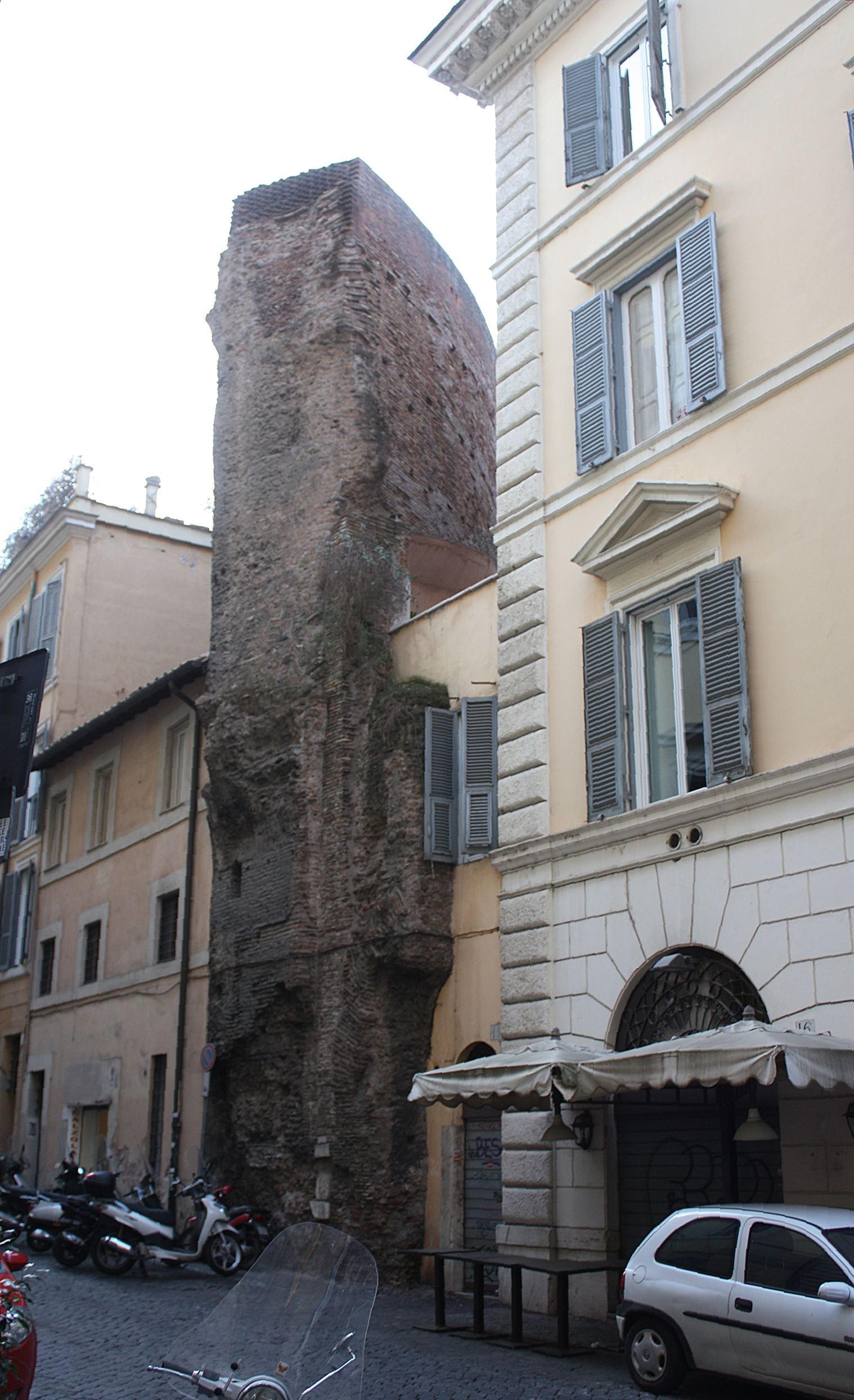
Zachowany fragment rotundy term

Termy Agryppy – nieistniejące obecnie termy na Polu Marsowym w Rzymie, w pobliżu Panteonu. Był to pierwszy kompleks łaźni publicznych, jaki zbudowano w mieście.
Łaźnie zostały ufundowane przez Marka Agryppę. Ich budowę rozpoczęto ok. 25 roku p.n.e. i ukończono około 19 roku p.n.e., kiedy to oddany został do użytku doprowadzający do nich wodę akwedukt Aqua Virgo. Przed swoją śmiercią w 12 roku p.n.e. Agryppa zapisał w testamencie łaźnie ludowi rzymskiemu. Cały kompleks został bogato ozdobiony: ściany pokryto stiukami, sklepienia natomiast wykonanymi w technice enkaustycznej malowidłami, które umieszczono nawet w najbardziej gorących pomieszczeniach. Przed wejściem do łaźni nakazał Agryppa ustawić pomnik Apoksyomenosa dłuta Lizypa.
W roku 80 n.e. termy spłonęły w pożarze i niedługo potem zostały odbudowane. Kolejne prace naprawcze wykonano za czasów Hadriana oraz za Konstansa i Konstancjusza II w latach 344–345. Informacje o termach zamieszczono w Itinerarium z Einsiedeln z przełomu VIII i IX wieku, a ich pozostałości istniały jeszcze w XVI wieku. Do czasów współczesnych zachował się jedynie fragment wzniesionej z betonu okładanego cegłą rotundy w północnej części dawnych term, oryginalnie mierzącej 25 m w obwodzie.